# Gottfried von Saint-Omer

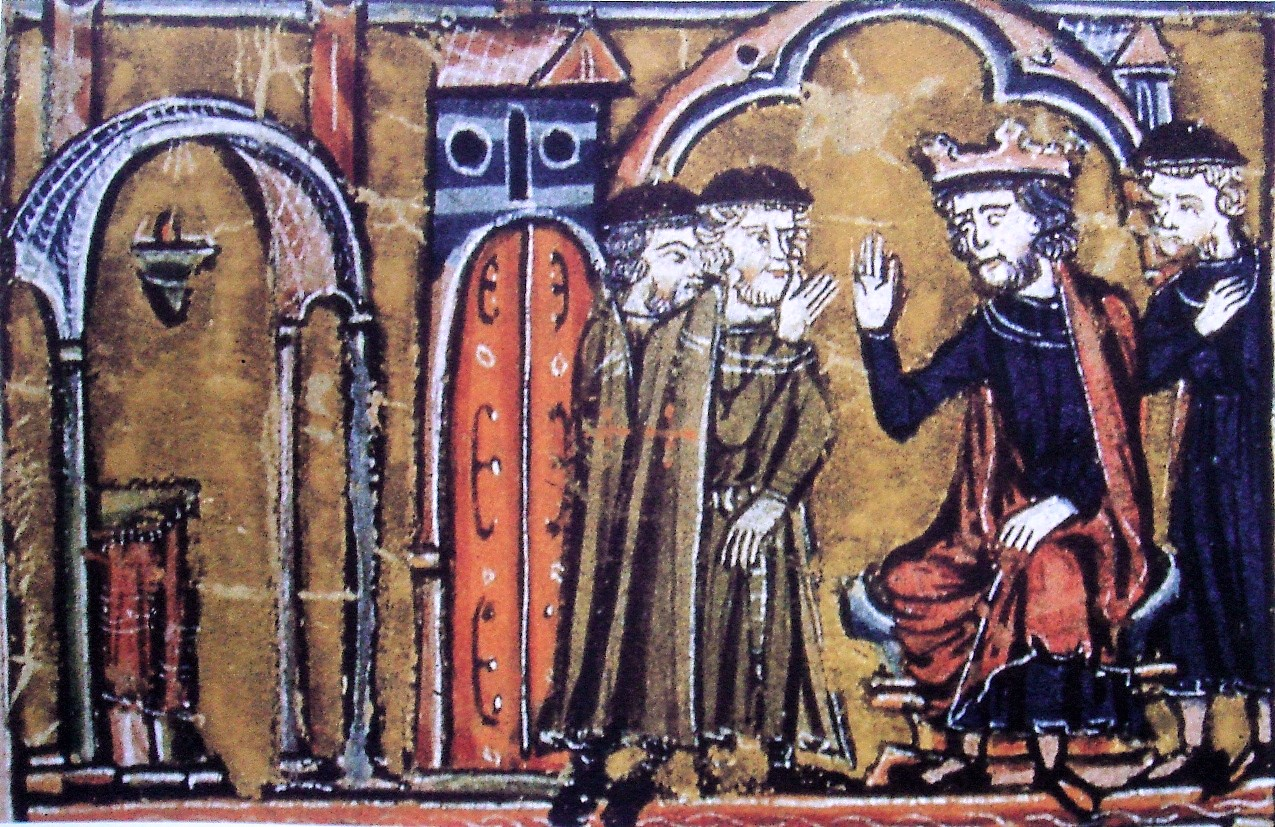
Gottfried von Saint-Omer und Hugo von Payns bei König Balduin II. von Jerusalem

Gottfried von Saint-Omer (auch Godefridus de Sancto Andemardo, Gaufred, Godefroi) war ein flämischer Ritter und Gründungsmitglied des Templerordens.

## Leben
Gottfried von Saint-Omer war neben Hugo von Payns ein Gründungsmitglied des Templerordens im Heiligen Land im Jahr 1118, wo er alsbald eine Spitzenposition einnahm. Einigen Quellen zufolge war er Stellvertreter des ersten Großmeisters, Hugo von Payens, es wird jedoch auch ein Gottfried Bisol als dessen Stellvertreter genannt.
Gottfried könnte ein Angehöriger der adligen Herren von Saint-Omer sein. Wilhelm I. von Saint-Omer und sein Sohn Hugo nahmen als Vasallen des Grafen Robert II. von Flandern am Ersten Kreuzzug (1096–1099) teil. Hugo von Saint-Omer wird später als einer der besten Ritter im Königreich Jerusalem erwähnt (Erste Schlacht von Ramla 1101) und war ab 1100 Seneschall von Jerusalem und ab 1101 Fürst von Tiberias.
Der Familienchronologie zufolge könnte Gottfried Hugos Bruder sein; an anderen Stellen wird behauptet, er wäre Hugo von Saint-Omers Sohn gewesen. Unter den Namen der Kreuzfahrer befindet sich außerdem ein Gauthier de Saint-Omer, was auf einen Schreib- oder Übertragungsfehler auf Gottfried (Gaufred) hinweisen könnte (Gauthier de Saint-Omer war zu diesem Zeitpunkt noch nicht geboren). 
Vermutlich gelangte Gottfried 1099 im Rahmen des Ersten Kreuzzugs im Gefolge von Wilhelm I. und Hugo von Saint-Omer nach Jerusalem.
Gottfried von Saint-Omer soll aus Trauer über den Verlust seiner Frau Kreuzritter geworden sein. Sein Sohn übernahm später diplomatische Aufträge im Namen der Tempelritter.
Vor 1128 reiste er nach Flandern. Dort veräußerte er seine Besitzungen in der Gegend von Ypern und stiftete den Erlös dem Orden. Mehrere Häuser, die er in Ypern besaß, wurden auf seine Veranlassung hin in Klöster und Kirchen umgewidmet.